# 運動場道 (香港)

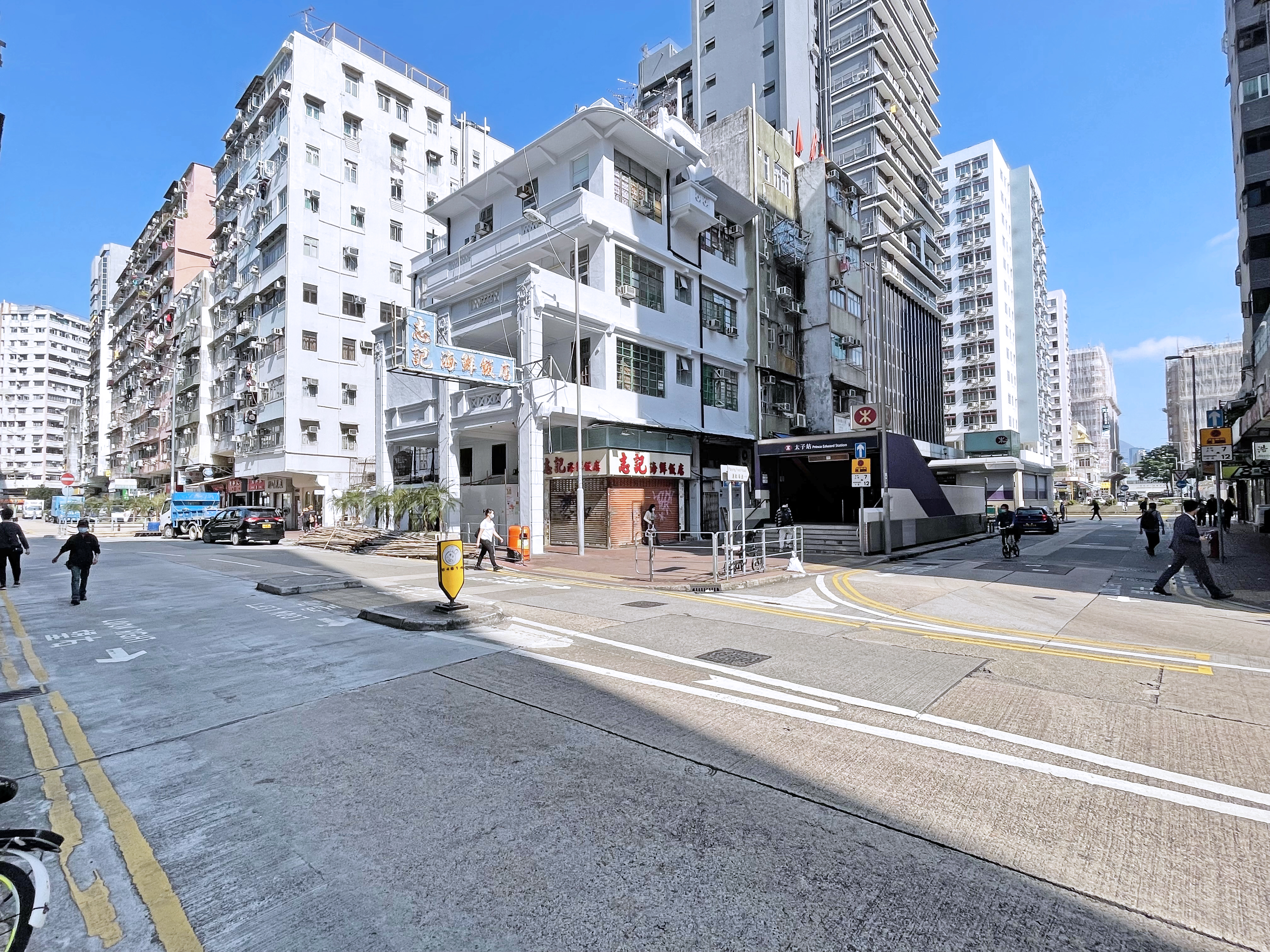
運動場道1號，志記海鮮飯店外觀

運動場道（英語：Playing Field Road）是香港的一條行車街道，在九龍太子旺角分區警署北邊，鄰近港鐵太子站A出口。運動場道鄰近界限街體育館、洗衣街、旺角花墟、旺角大球場，因此命名。

## 交通
港鐵
- █  觀塘綫、 █  荃灣綫：太子站D、E出口

小巴

## 鄰近
- 洗衣街
- 花園街
- 通菜街
- 西洋菜北街
- 彌敦道
- 砵蘭街